# 屈安济耶
屈安济耶（法語：Cuinzier，法語發音：[kɥɛ̃zje]）是法国卢瓦尔省的一个市镇，位于该省东北部，属于罗阿讷区。

## 地理
屈安济耶（46°7'39"N, 4°16'1"E）面积5.62 平方千米，位于法国奥弗涅-罗讷-阿尔卑斯大区卢瓦尔省，该省份为法国中南部省份，北起顺时针与索恩-卢瓦尔省、罗讷省、伊泽尔省、阿尔代什省、上盧瓦爾省、多姆山省和阿列省接壤。
与屈安济耶接壤的市镇（或旧市镇、城区）包括：马尔、维莱尔、阿尔桑日、勒塞尔涅、雅尔诺斯、瑟沃兰日。

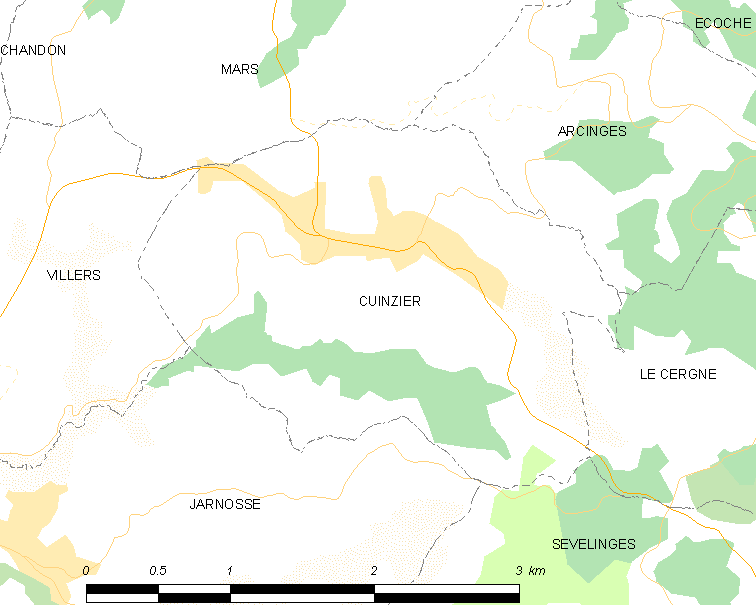
屈安济耶的OSM定位图

屈安济耶的时区为UTC+01:00、UTC+02:00（夏令时）。

## 行政
屈安济耶的邮政编码为42460，INSEE市镇编码为42079。

## 政治
屈安济耶所属的省级选区为沙尔略县。

## 人口

1962-2008年间屈安济耶人口变化图示

屈安济耶于2022年1月1日时的人口数量为705人。